# Sambaqui de Monte Castelo
O Sambaqui de Monte Castelo, situado em São Francisco do Guaporé, em Rondônia, na região Norte do Brasil, é um sítio arqueológico excepcional por sua dimensão cronológica e complexidade sociocultural. Trata-se de um sambaqui fluvial, um montículo artificial construído com conchas de gastrópodes de água doce (Pomacea), sedimentos, restos cerâmicos e materiais orgânicos, que se ergue permanentemente em uma planície sazonalmente alagável. Essas estruturas, foram formadas ao longo de pelo menos 6 mil anos, o que permite afirmar que Monte Castelo não foi apenas um acampamento temporário, mas sim um lugar de ocupação contínua e centralidade ritual-paísagística. Nesse sítio, arqueólogos identificam não apenas vestígios materiais, mas sim registros de paisagens construídas por populações indígenas que moldaram ativamente o ambiente amazônico, tanto física quanto simbolicamente.
Essa configuração torna Monte Castelo um sítio crucial para repensar toda a Amazônia pré-colonial. A presença de cerâmica desde períodos tão antigos, assim como os indícios de domesticação e manejo de plantas, contradizem visões antigas de uma floresta “selvagem” e “primitiva”, apresentando em lugar disso uma Amazônia antropizada, engenhosa e profundamente histórica. A transdisciplinaridade das pesquisas, envolvendo arqueologia, geoarqueologia, arqueobotânica, petrográfica, paleoecologia e etnoarqueologia, confirma que Monte Castelo é emblemático de uma tradição emergente de arqueologia da Amazônia, que enfatiza a interação contínua entre humanos e meio ambiente desde o Holoceno Médio.

## História

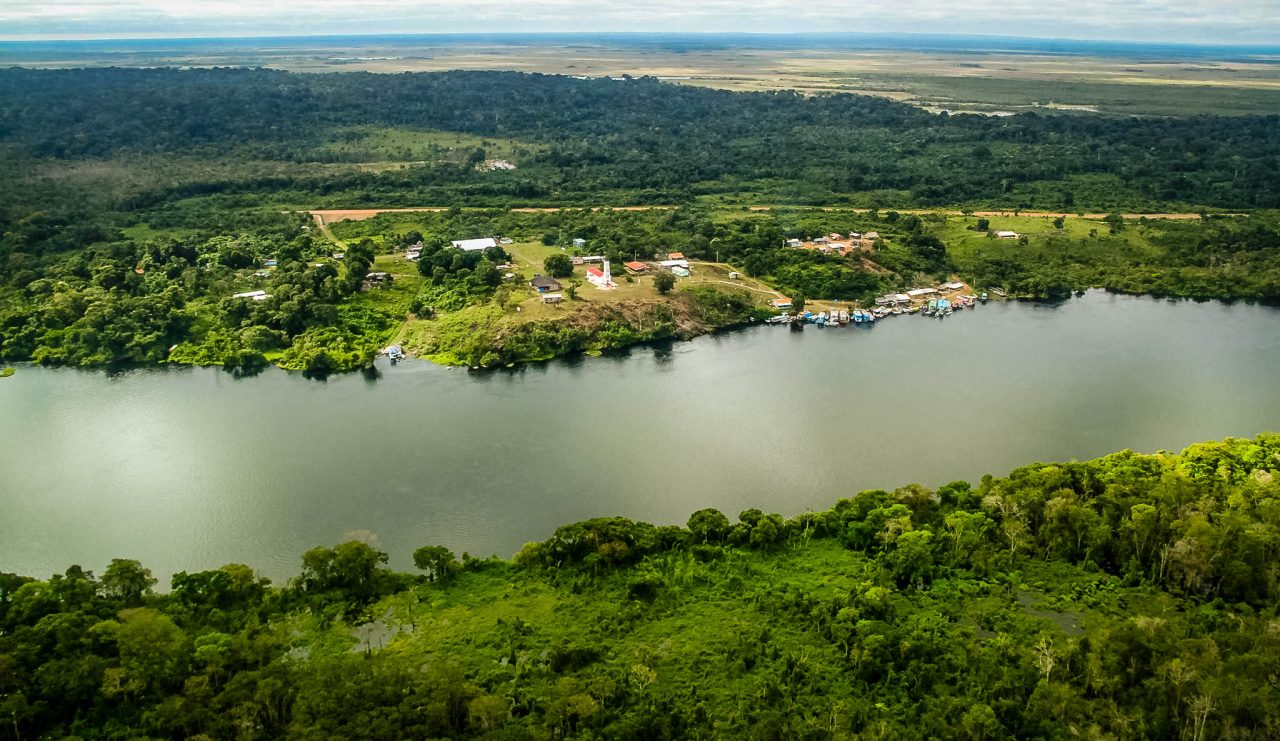
Paisagem próxima ao Sambaqui, no Quilombo Pedras Negras, no vale do Rio Guaporé. (2022)

As escavações iniciadas por Eurico Miller, ainda na década de 1980, revelaram camadas estratificadas de conchas, carvão, ossos e cerâmica, sugerindo que o local já era ocupado por comunidades organizadas há mais de 8 mil anos antes do presente. A retomada sistemática das escavações, comandada por Francisco Pugliese Jr. e Eduardo Góes Neves a partir de 2014, através do MAE-USP, trouxe à luz uma cronologia mais precisa, confirmando a ocupação do sambaqui desde aproximadamente 6.000 AP, com três grandes fases: Cupim, Sinimbu e Bacabal. A fase Bacabal, mais recente, abrange o período entre 4300 e 700 anos antes do presente, e está associada aos contextos funerários, cerâmica diversificada e uso intensivo do sítio, como confirmam datações por carbono-14.
Estes resultados não apenas reafirmam a dimensão temporal ininterrupta de Monte Castelo como também desafiam modelos que segmentam a pré-história amazônica em estágios isolados e homogêneos. Em vez disso, observam uma transição gradual e adaptativa, sem grandes rupturas, entre conchas dominantes, cerâmica emergente e práticas agrícolas iniciais . Isso implica que a Amazônia já foi moldada por ciclos de uso da terra, celebrações rituais e permanência territorial desde tempos muito remotos, reforçando a tese da “história indígena profunda”.

### Estrutura e Composição
Monte Castelo é um enorme banco artificial de conchas acumuladas em camadas variáveis, medindo cerca de seis metros de altura e 150 metros de diâmetro. A composição inclui conchas de gastrópodes, sedimentos arenosos, resíduos carbonizados, artefatos líticos, restos cerâmicos e sepultamentos, tudo misturado de forma organizada. As estruturas funerárias, posicionadas em locais elevados, reforçam a ideia de um "espaço com significado social e cósmico", potencialmente usado como sítio ancestral por populações contemporâneas.
Nesse contexto, a estratigrafia revela zonas de descarte, pisos de ocupação, fogueiras, áreas cerimoniais e montículos funerários. A distribuição desses vestígios ao longo das camadas denota um uso multifuncional, que vai além do doméstico, alcançando o simbólico e o identitário. Essa configuração coloca Monte Castelo como narrador de uma história de longa duração, alinhando usos práticos e emergências coletivas, funerária, ritual, habitacional, numa arquitetura policêntrica.

### Cerâmica Bacabal
Os vestígios cerâmicos da fase Bacabal, presentes desde 4300 anos antes do presente, constituem um dos "mais antigos registros ceramistas das terras baixas sul-americanas". Fragmentos globulares de paredes espessas, polidas, e posteriores decorações zoomorfas e antropomorfas compõem um repertório visual e funcional que demonstra transformação cultural progressiva. A análise petrográfica dos fragmentos, conduzida por Ximena Suarez Villagran em 2022, revelou o uso consistente de "cauixi" (espículas de esponjas fluviais) como antiplástico, uma adição tecnológica sofisticada que parece ter perdurado por milênios.
Esses elementos técnicos, distribuídos de forma estável ao longo das camadas Bacabal, indicam uma "receita cerâmica transmitida de geração em geração", um conhecimento institucionalizado, quase artesanal, que exigia seleção de argilas e escolha de antiplásticos adequados. Em outras palavras, a cerâmica de Monte Castelo não é apenas um objeto funcional, ela é também um marcador de identidade, pertencimento e continuidade cultural, e permite compreender o conceito de tradição técnica em contextos pré-coloniais como um elemento central das práticas culturais indígenas.

## Domesticação de Plantas

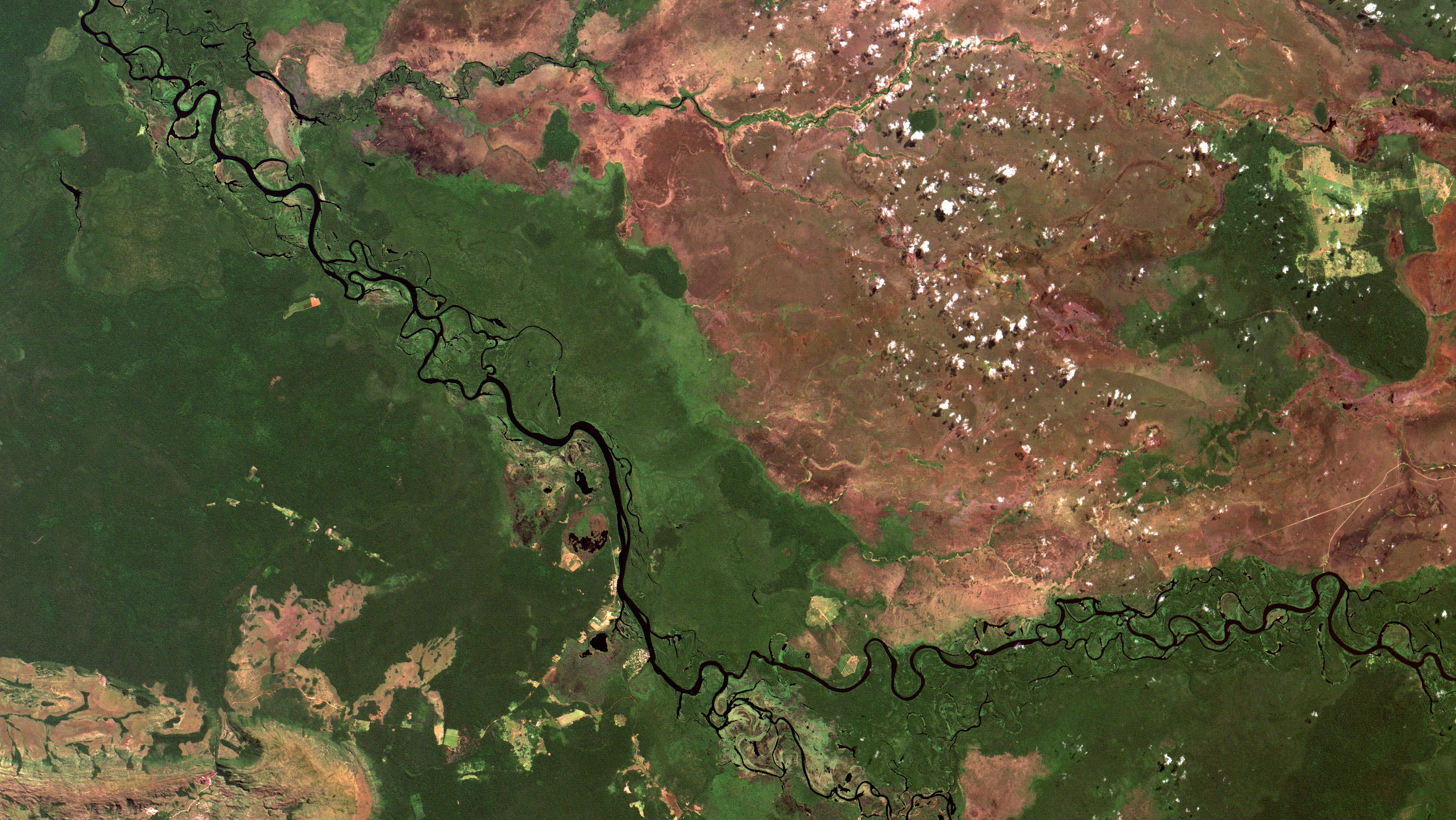
Imagem de satélite da fronteira Brasil - Bolívia, no Sul de Rondônia, demarcada pelo Rio Guaporé. (2018)

A dissertação da arqueobotânica Joseane Pereira da Silva, de 2023, trouxe à luz evidências de microvestígios botânicos (fitólitos e grãos de amido) em contextos funerários da fase Bacabal, foram encontradas as evidências mais antigas de domesticação e cultivo de arroz na região, indicando consumo organizado de plantas alimentícias como mandioca (Manihot esculenta), milho (Zea mays), batata-doce (Ipomoea batatas), cará (Dioscorea), amendoim (Arachis hypogaea) e castanha-do-pará (Bertholletia excelsa). Além disso, foram encontrados esses microvestígios em sedimentos, cerâmicas e cálculo dentário, sugerindo tanto uso dietético como manejo consciente dessas plantas.
Integrando esses dados ao projeto LabMicro-USP, constata-se que as plantas alimentares foram parte de um sistema híbrido de subsistência: uma combinação de coleta, hortas manejadas e cultivo em várzeas, em outras palavras, sistemas agrícolas de "baixo impacto ambiental", adaptados às condições inundáveis da região. Essa estratégia, que combina cultivo, coleta dirigida e manejo de paisagem, representa um tipo distinto de domesticação vegetal, que não se espalhou apenas no período Neolítico tardio, mas, sim, se desenvolveu de modo gradual e adaptativo já no Holoceno Médio.

## Relações com Llanos de Moxos

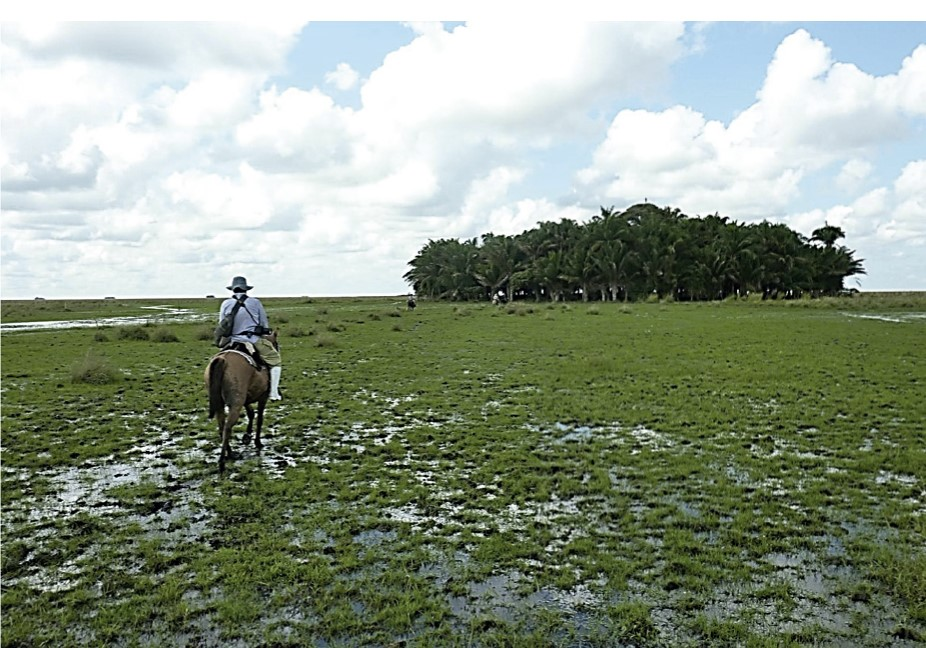
Ilha artificial em Llanos de Moxos, no norte da Bolívia.

Na Bolívia, a região dos Llanos de Moxos guardam sítios monumentais associados à cultura Casarabe, que aparece entre 500 a.C. e 1400 d.C. Essa tradição construiu montículos, campos elevados, canais e redes habitacionais planejadas, sob uma forma urbana-fluvial impulsionada pelo manejo de águas e cultivo de milho e mandioca; Esses sítios constituem véritaveis paisagens construídas em ecossistemas amazônicos e fazem parte de um macrocomplexo cultural pan-amazônico.
As semelhanças entre Monte Castelo e Llanos de Moxos, como a adaptação a cheias sazonais, a arquitetura monticular e o manejo vegetal e hídrico, sugerem a existência de redes técnicas e culturais inter-regionais. Embora Monte Castelo seja menor em escala, seu repertório técnico e simbólico aponta para derivações mútuas na recomposição de paisagens humanas realizadas por populações indígenas há milhares de anos. Essas analogias ampliam nossa compreensão da Amazônia como espaço histórico e tecnológico, evidenciando conexões continentais entre práticas construtivas, sistemas produtivos e cosmologias.

## Origem e Dispersão Tupi
O historiador e arqueólogo Francisco Silva Noelli em 1996, sugeriu que a bacia Guaporé–Madeira foi uma possível região de origem para os grupos tupi-guarani, que se disseminaram amplamente pelo continente sul-americano. Monte Castelo, situado estrategicamente nessa rota, oferece evidências arqueológicas compatíveis com essa proposta: cerâmica precoce com identidade cultural marcada, práticas agrícolas adaptadas e paisagens construídas com continuidade temporal. Isso reforça a hipótese de que a tradição tupi emergiu a partir de sistemas complexos de domesticação e manejo territorial que incluíam sambaquis, cerâmica estável e paisagens multifuncionais.
A presença dessas tradições, ainda que não fosse etnonimicamente “tupi” no início, pode ter sido um substrato cultural crucial para a formação de identidades linguísticas e sociais tupi-guarani. Em Monte Castelo, tais práticas são evidentes já no Holoceno Médio, o que sinaliza que os Tupis ancestrais não chegaram “prontos” e inventaram a agricultura do nada, mas sim fizeram parte de uma longa tradição de relações com o território.

## Legado

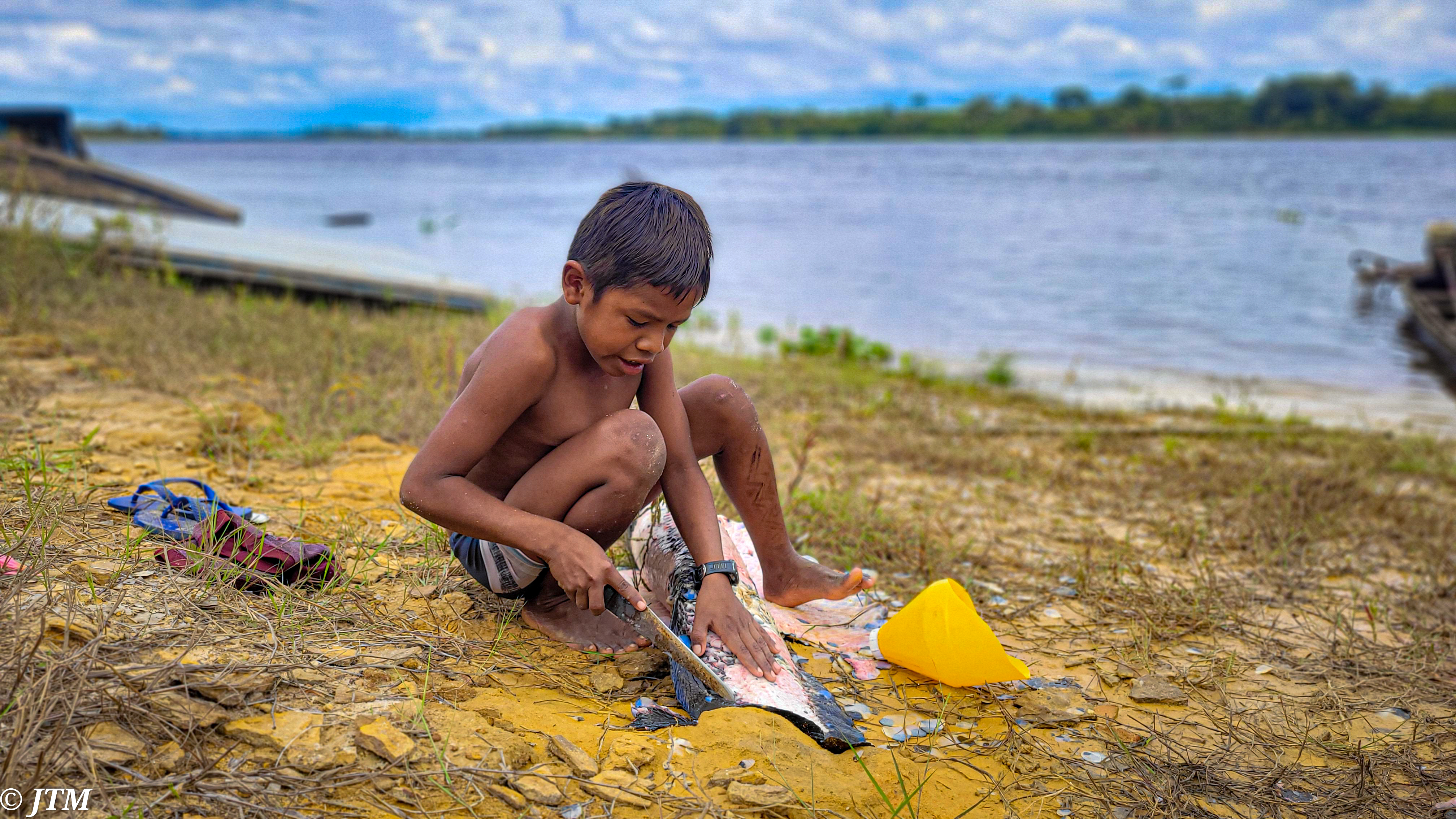
Jovem indígena da aldeia Ricardo Franco, em Rondônia, limpando um peixe do Rio Guaporé. (2023)

Mais do que um sítio paleoarqueológico, Monte Castelo é um "símbolo político-cultural". O conceito de "história indígena profunda" desenvolvido por Eduardo Góes Neves, evidencia contínua de práticas culturais complexas e modificação territorial por povos originários, confere ao sambaqui um papel central na contestação de narrativas de “vazio amazônico”. Ao estabelecer continuidade cultural técnica e territorial, o sítio pode ser mobilizado por comunidades indígenas contemporâneas para "fundamentar direitos territoriais" baseados em ancestralidade arqueológica.
Além disso, a pesquisa integrativa que combina arqueologia, arqueobotânica e ética colaborativa (com consulta a povos Tupari e outras tradições regionais) configura Monte Castelo como espaço de "arqueologia compromissada", que dialoga com as comunidades locais e reconhece a Amazônia como um espaço de agência indígena do passado, presente e futuro. O sambaqui, assim, ultrapassa a dimensão acadêmica e torna-se um ponto de partida para debates contemporâneos sobre patrimônio, justiça territorial e valorização de saberes originários.

### Amazônia, Arqueologia da Floresta
A série "Amazônia, Arqueologia da Floresta", idealizada e apresentada pelo arqueólogo Eduardo Góes Neves para o canal SescTV, representa um marco na divulgação científica sobre o "Sambaqui de Monte Castelo" e a arqueologia amazônica contemporânea. Com direção de Tatiana Toffoli e produção da Elástica Filmes, a série, dividida em quatro episódios — “A Terra dos Povos”, “Conchas e Ossos”, “O Tabaco e a Cerveja” e “Cemitério Bacabal” — acompanha de perto as escavações conduzidas por Neves e sua equipe, incluindo arqueólogos da USP, Universidade Federal de Rondônia e parceiros internacionais, além de registrar a participação ativa dos povos Tupari, que habitam a região. Essa produção audiovisual foi lançada em abril de 2022 durante o “Abril Indígena” e disponibilizada gratuitamente on demand, alcançando grande visibilidade nacional por meio de exibições no CineSesc, no SescTV, no Globoplay e no YouTube.
A força da série reside na narração visual e discursiva de um passado humano que desacredita visões antigas da Amazônia como um espaço “prístino” e “vazio”. Ao retratar camadas de conchas acumuladas há 6.000 anos, vestígios funerários com adornos e galhadas de veado, sementes preservadas e a continuidade do cultivo de milho pelos atuais Tupari, a série evidencia a conexão profunda entre passado e presente. A colaboração entre arqueólogos e a comunidade indígena, inclusive o registro do cultivo ancestral de mandioca para chicha nas roças de Palhal, reforça uma abordagem metodológica colaborativa e respeitosa, que reforça os laços entre ciência e saberes tradicionais.
Além de documentar descobertas técnicas, como o uso de cauixi na cerâmica Bacabal, os sepultamentos em áreas de sambaqui e os microvestígios vegetais, a série atua como ferramenta educativa e política, oferecendo à sociedade contemporânea uma nova narrativa sobre a formação da Amazônia e a centralidade indígena em sua história. A cineasta Tatiana Toffoli afirma que “não temos futuro sem a Amazônia, e não podemos entendê-la sem ouvir seus povos originários”, enquanto Neves observa que a série registra “um momento importante da Amazônia”, ao posicionar a arqueologia como ponte entre passado, presente e futuro.
Com grande repercussão em plataformas como SescTV, CineSesc, TVE Bahia e Ecoamazônia, e repercussão em assessoria de imprensa de universidades e instituições culturais, a série já se consolidou como referência para o debate público sobre arqueologia amazônica e patrimônio indígena. Sua relevância contemporânea não se limita ao domínio acadêmico, pois reforça demandas por reconhecimento de territórios, justiça histórica e educação ambiental, proporcionando ao grande público uma visão refinada e empática da Amazônia como uma "paisagem humanamente construída" por populações de longa duração.